# ポール・メスカル
ポール・メスカル（Paul Mescal, 1996年2月2日 - ）は、アイルランドの俳優。髪は茶色、瞳は青色。シンガーソングライターのネル・メスカルは妹。

## キャリア
メイヌース出身。俳優として活動する前はアイルランドの国民的スポーツであるゲーリックフットボールのチームに所属する選手で優秀なディフェンダーであった。トリニティ・カレッジ・ダブリン傘下のリール・アカデミーで演技を学ぶ。同アカデミーが公開しているプロフィールによれば、殺陣で優秀な成績を収めており、ダンスや歌が堪能で、スペイン語と乗馬もある程度こなせる。
16歳の時にミュージカル『オペラ座の怪人』で初舞台を踏み、2017年のリール・アカデミー卒業後から、ダブリンやロンドンの舞台に立つ。
2020年、初出演したテレビドラマ『ふつうの人々』の演技が高く評価され、第67回英国アカデミー賞テレビ部門主演男優賞を受賞した。2021年に『ロスト・ドーター』で映画初出演、2022年の映画『aftersun/アフターサン』で第95回アカデミー主演男優賞にノミネートされた。
2022年、舞台『欲望という名の電車』でスタンリー役を演じ、2023年にローレンス・オリヴィエ賞男優賞を受賞した。
2023年、リドリー・スコット監督による2000年の映画『グラディエーター』の続編に主演することが明らかになり、『ふつうの人々』で示した演技力と体格が評価されての起用とされている。
2023年、リチャード・リンクレイター監督のミュージカル映画『メリリー・ウィー・ロール・アロング』に、主人公の作曲家フランクリン・シェパード役に決まっていたブレイク・ジェンナーの降板に伴って代役として出演することが発表され、ストーリーに準じて20年に渡って撮影されることになった。

## 人物
『異人たち』でメスカルを起用した監督アンドリュー・ヘイは「彼には、孤独や寂しさ、悲しみへの深い理解がある。彼自身がそういった苦しみを抱えているわけではないように思いますが、孤独や悲しみを理解し、また共感しようとしている、人間としての深い共感力がある人だと思います。」と語っている。

## 趣味
母校のリール・アカデミーが公開しているプロフィールによれば、ゲーリックフットボール、ラグビー、ボクシング、歌、ギター、文章を書くことが挙げられている。

## 出演作品
※役名の太字表記は主演。

### 映画

#### 劇場公開映画
| 年   | 題名                                        | 役名                        | 備考                                 | 吹替           |
| ---- | ------------------------------------------- | --------------------------- | ------------------------------------ | -------------- |
| 2022 | ゴッズ・クリーチャー God's Creatures        | ブライアン・オハラ          |                                      | （吹替版なし） |
| 2022 | aftersun/アフターサン Aftersun              | カラム                      | 第95回アカデミー主演男優賞ノミネート | （吹替版なし） |
| 2022 | Carmen                                      | エイダン                    |                                      | N/A            |
| 2023 | 異人たち All of Us Strangers                | ハリー                      | 原作は山田太一の『異人たちとの夏』   | （吹替版なし） |
| 2024 | グラディエーターII 英雄を呼ぶ声 Gladiator 2 | ハンノ / ルシアス・ヴェルス | [ 16 ] [ 17 ]                        | 武内駿輔       |
| 2025 | The History of Sound                        | ライオネル                  |                                      | TBA            |
| 2028 | Untitled Beatles biopic's 1st film          | ポール・マッカートニー      |                                      | TBA            |
| 2028 | Untitled Beatles biopic's 2nd film          | ポール・マッカートニー      |                                      | TBA            |
| 2028 | Untitled Beatles biopic's 3rd film          | ポール・マッカートニー      |                                      | TBA            |
| 2028 | Untitled Beatles biopic's 4th film          | ポール・マッカートニー      |                                      | TBA            |
| TBA  | Hamnet                                      | ウィリアム・シェイクスピア  | ポストプロダクション                 | TBA            |
| TBA  | Merrily We Roll Along                       | フランクリン・シェパード    | 撮影中                               | TBA            |

#### WEB配信映画
| 年   | 題名                               | 役名     | 配信局             | 吹替     |
| ---- | ---------------------------------- | -------- | ------------------ | -------- |
| 2021 | ロスト・ドーター The Lost Daughter | ウィル   | Netflix            | 渡部俊樹 |
| 2023 | もっと遠くへ行こう。 Foe           | ジュニア | Amazon Prime Video | 前野智昭 |

### テレビ

#### テレビドラマ
| 年   | 題名                       | 役名         | 備考                     | 吹替         |
| ---- | -------------------------- | ------------ | ------------------------ | ------------ |
| 2020 | ふつうの人々 Normal People | コネル       | ミニシリーズ、計12話出演 | 手塚ヒロミチ |
| 2020 | The Deceived               | Seán McKeogh | ミニシリーズ             | N/A          |